# Maria Holaus

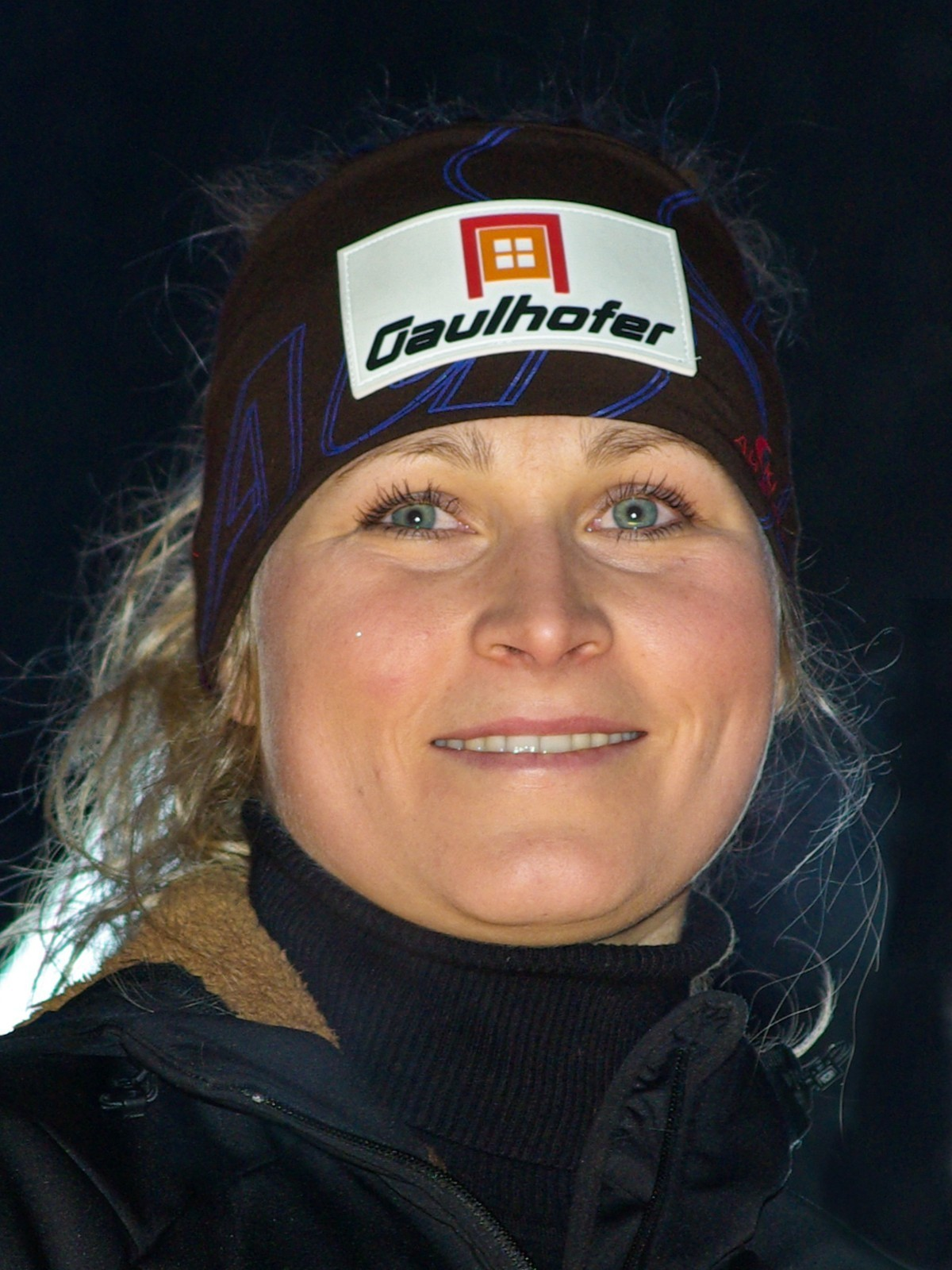
Maria Holaus.

Maria Holaus nació el 19 de diciembre de 1983 en Brixen im Thale (Austria), es una esquiadora que tiene 1 victoria en la Copa del Mundo de Esquí Alpino (con un total de 3 podiums).

## Resultados

### Campeonatos Mundiales
- 2007 en Åre, Suecia
  - Descenso: 21.ª

### Copa del Mundo

#### Clasificación General Copa del Mundo
- 2006-2007: 44.ª
- 2007-2008: 25.ª
- 2008-2009: 74.ª
- 2009-2010: 63.ª

#### Victorias en la Copa del Mundo (1)

##### Super Gigante (1)
| Fecha               | Lugar             |
| ------------------- | ----------------- |
| 20 de enero de 2008 | Cortina d'Ampezzo |